# Carl Friedrich Kotschy

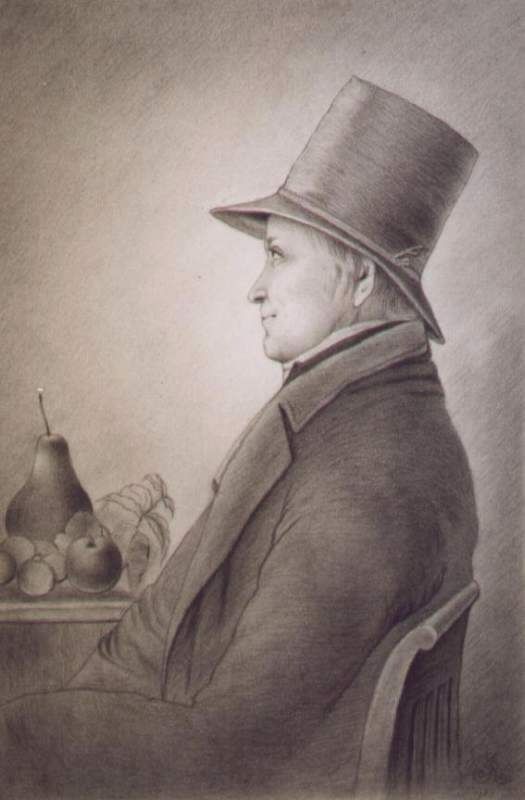
Carl F. Kotschy

Carl Friedrich Kotschy (auch Karol Fryderyk Kotschy (Koczy); * 26. Januar 1789 in Teschen; † 9. Februar 1856 in Ustroń) war ein österreichischer protestantischer Geistlicher und Pomologe. Er gehörte 1848/49 der Frankfurter Nationalversammlung an.

## Leben
Der Sohn des Teschener Lehrers Johann Gottfried Kotschy studierte zwischen 1807 und 1810 Theologie an der Universität Leipzig und schrieb sich dort ebenfalls für die Vorlesungen in Medizin und Botanik ein. In Leipzig gehörte er dem örtlichen Studentenkorps an.
Seit 1810 übte er in Ustron, einem polnisch-schlesischen bzw. wasserpolnischen Dorf, das Pastorenamt aus. 1833 erschien in Brünn sein überarbeiteter lutherischer Katechismus. Kotschy geißelte in seinen Schriften und Predigten vor allem die Trunksucht. Er gründete 1811 den Enthaltsamkeitsverein in Ustron. Er gehörte dem Leseverein der schlesischen Pfarrer an und war nach 1842 Mitglied des Gustav-Adolf-Vereins. Er gehörte auch der Schlesischen Gesellschaft für vaterländische Kultur sowie der Mährische-Schlesischen Gesellschaft zur Beförderung des Ackerbaues, der Natur- und Landeskunde in Brünn an.
Kotschy gehörte vom 2. Juli 1848 bis zum 30. 1849 für den Wahlkreis Österreichisch-Schlesien mit Teschen und Bielitz der Frankfurter Nationalversammlung an. Er war Mitglied der demokratischen Fraktion Deutscher Hof. Er hat gegen die Wahl Friedrich Wilhelm IV. zum Kaiser der Deutschen gestimmt. Nach dem auf die Initiative von Paweł Stalmach, des Gründers der polnischen Nationalbewegung in Teschener Schlesien, erschien die erste Zeitung im Gebiet Tygodnik Cieszyński, Kotschy mit Andrzej Źlik, dem Professor am evangelischen Gymnasium in Teschen, veröffentlichte als Antwort die zweite polnischsprachige, aber deutschfreundliche und gegen die polnische Nationalbewegung eingestellte Zeitung „Nowiny dla ludu wiejskiego“, eine Keimzelle der künftigen schlonsakischen Bewegung (siehe Józef Kożdoń).
Neben weiteren theologische Schriften, einer polnischen Sprachfibel sowie belletristischen Werken publizierte Kotschy auch zu naturwissenschaftlichen Themen. Er war Mitglied der pomologische Gesellschaft "Van Mons" in Brüssel. Hauptsächlich waren dies Werke über das Klima und die Flora der Westbeskiden. Kotschy beschrieb mehrere Pflanzenarten seiner Heimat, zu seinen Veröffentlichungen zählen Über ein auf der Barania gefundenes rothblühendes Sedum und Tozzia alpina L. auf der Barania entdeckt.
Aus seiner Ehe mit Julie Schimko gingen drei Söhne hervor. Hermann Julius und Oskar wurden Pastoren, Theodor (1813–1866) war ein bekannter Botaniker und Forschungsreisender.